# Гладкокосместа видра
Гладкокосместата видра (Lutrogale perspicillata) е вид хищник от семейство Порови (Mustelidae). Видът е уязвим и сериозно застрашен от изчезване.

## Разпространение
Разпространен е в Бангладеш, Бруней, Бутан, Виетнам, Индия, Индонезия, Ирак, Камбоджа, Китай, Лаос, Малайзия, Мианмар, Непал, Пакистан и Тайланд.

## Описание
На дължина достигат до 78,8 cm, а теглото им е около 8,9 kg.
Продължителността им на живот е около 15 години. Популацията на вида е намаляваща.